# Haus aus Glas
Haus aus Glas ist eine deutsche Drama-Miniserie mit 6 Folgen von Esther Bernstorff.
Die Geschichte handelt von einer Familie, die zur Hochzeit der jüngsten Tochter nach langer Zeit wieder zusammen kommt. Doch innerhalb der Familie werden verdrängte Geheimnisse und Spannungen durch einen viele Jahre zurückliegenden Fall einer Kindesentführung wieder ans Licht gebracht.
Die Erstausstrahlung fand am 4. Januar 2024 in der Arte-Mediathek mit der Veröffentlichung aller sechs Teile statt, und die Erstausstrahlung im Fernsehen erfolgte anschließend vom 9. bis 12. Januar 2024 im Ersten Programm.

## Handlung
Richard Schwarz führt das Familienunternehmen, eine Gießerei, und ist mit Barbara, einer bildenden Künstlerin, verheiratet. Zum Anlass der Hochzeit seiner jüngsten Tochter Emily mit Schwiegersohn Chris kommen alle vier Geschwister nach langer Zeit wieder im Elternhaus zusammen, darunter Eva, die in der Firma ihres Vaters mitarbeitet und mit ihrer Partnerin Bahar ein Kind zu bekommen versucht, Felix, der vor einiger Zeit nach Kanada ausgewandert ist, und Leo mit ihrem Sohn Linus.
Während der Hochzeitsfeierlichkeiten im Kreise der Familie kommen Spannungen und Geheimnisse ans Licht: Emily wurde als sechsjähriges Mädchen entführt und leidet bis heute stark unter diesem Trauma. Sie traut sich auch heute noch kaum aus dem Haus. Am Tag nach der Hochzeit verkündet Richard zum Entsetzen seiner Kinder, insbesondere Evas, dass nicht wie geplant die älteste Tochter Eva seine Nachfolge antreten soll, sondern Schwiegersohn Chris, der das Unternehmen modernisieren soll. Felix weigert sich, die Verzichtserklärung zu unterschreiben, da er eigene Interessen hat.
Als Emily mit Chris in einem Nachtzug auf dem Weg in die Flitterwochen nach Frankreich ist, verschwindet Chris unter seltsamen Umständen spurlos. Emily wird von ihrem Trauma eingeholt. Richard ist fest davon überzeugt, dass wieder dieselben Entführer zugeschlagen haben, wie damals bei Emilys Entführung. Richard möchte nach dem Verschwinden von Chris nicht die Polizei einschalten. Er kontaktiert stattdessen seinen langjährigen Sicherheitsberater Hanno.
Felix nutzt währenddessen seine Rückkehr nach Deutschland, um sich mit seiner Jugendliebe Corinna auszusprechen. Es stellt sich heraus, dass damals etwas zwischen Felix und seiner Jugendclique vorgefallen sein muss. Leos Sohn Linus findet bei seiner Mutter Schlaftabletten und fährt daraufhin zu seinem Vater, mit dem seine Mutter sich nicht gut versteht. Barbara ist mit der Betreuung der traumatisierten Emily völlig überfordert.
Emily hält das Warten auf Chris nicht mehr aus und macht sich heimlich selbst auf die Suche. Dabei macht sie immer mehr Entdeckungen über ihren Mann und dessen Vergangenheit. Hierbei tun sich weitere Ungereimtheiten auf und es stellt sich heraus, dass die ganze Familie kaum etwas über Chris’ Vergangenheit weiß. Verbunden mit den verdrängten Erinnerungen von damals und verborgenen Geheimnissen, gerät die Familie immer mehr in Bedrängnis. Eva findet heraus, dass das Familienunternehmen in Zusammenhang mit einer Insolvenzverschleppung steht. Richard und Chris würde damit Gefängnis drohen. Eva wird mit diesem Verdacht von ihrem Vater zurückgewiesen, doch regt sich bei ihm nun ein Verdacht gegen Chris. Der hatte Zugriff auf sämtliche Firmenkonten, die mittlerweile leergeräumt sind.
Emilys Doppelleben mit ihrer Karriere im Internet und eigenen Videos kommt ans Licht, nachdem die Presse nach einem Posting von ihr das Anwesen der Familie belagert hat. Von einer alten Freundin von Chris erhält Emily den Hinweis, dass Chris am selben Tag wieder in seiner alten Wohnung auftauchen werde. Gemeinsam mit ihrer Schwester Leo fährt sie zu der Wohnung. Dort trifft Emily tatsächlich auf Chris, der sich herauszureden versucht. Er sperrt seine Frau in ein dunkles Zimmer und räumt ein, dass er auf Anraten seines Finanzberaters zugunsten der Firma auf sinkende Kapitalmärkte gewettet und alles verloren habe. Trotz ihrer traumatischen Erfahrungen im abgesperrten Raum gelingt es Emily, ihm zuzuhören. Chris dreht den Schlüssel wieder herum und verschwindet.
Felix und Eva finden ihre Schwester Leo bewusstlos vor und bringen sie ins Krankenhaus. Dort verbringen sie bange Stunden des Wartens, denn Leo hatte sich mit Schlaftabletten überdosiert. Als die Familie zu früher Morgenstunde aus verschiedenen Himmelsrichtungen wieder zusammenkommt, kommt es schließlich zu einer Aussprache, bei der einige Geheimnisse gelüftet werden. Es steht allen Geschwistern ein Neuanfang bevor, der für einige Familienmitglieder überraschende Folgen hat.

## Besetzung
| Rolle           | Schauspieler         | Episoden | Rollenbeschreibung                                                                        |
| --------------- | -------------------- | -------- | ----------------------------------------------------------------------------------------- |
| Richard Schwarz | Götz Schubert        | 1–6      | Ehemann von Barbara und Vater von vier gemeinsamen Kindern; führt das Familienunternehmen |
| Barbara Schwarz | Juliane Köhler       | 1–6      | Ehefrau von Richard und Mutter vierer gemeinsamer Kinder; bildende Künstlerin             |
| Eva Schwarz     | Stefanie Reinsperger | 1–6      | älteste Tochter, mit Bahar verheiratet; arbeitet im Familienunternehmen                   |
| Emily Schwarz   | Sarah Mahita         | 1–6      | jüngste Tochter, Ehefrau von Chris                                                        |
| Leo Schwarz     | Morgane Ferru        | 1–6      | zweitälteste Tochter, Mutter von Linus                                                    |
| Felix Schwarz   | Merlin Rose          | 1–6      | Sohn von Barbara und Richard; nach Kanada ausgewandert                                    |
| Bahar           | Lara Chedraoui       | 1–6      | Ehefrau von Eva, Galeristin                                                               |
| Chris           | Aram Arami           | 1, 2, 6  | Ehemann von Emily; arbeitet im Unternehmen seines Schwiegervaters Richard                 |

## Episodenliste
| Nr. | Originaltitel       | Erstausstrahlung DE | Zuschauer | Marktanteil |
| --- | ------------------- | ------------------- | --------- | ----------- |
| 1 | Der Wassermann      | 4. Jan. 2024        | 4,16 Mio. | 15,2 %      |
| Zur Hochzeit von Richard Schwarz jüngster Tochter Emily mit Chris kommen die vier erwachsenen Geschwister nach langer Zeit wieder gemeinsam im Elternhaus zusammen. Emily wird nach einem Fehlalarm der Alarmsicherung im Haus von einem alten Trauma eingeholt. Dazu treten weitere familiäre Spannungen ans Licht. |                     |                     |           |             |
| 2 | Die Nachfolge       | 4. Jan. 2024        | 3,89 Mio. | 14,9 %      |
| Gießereiunternehmer Richard eröffnet seinen Kindern, dass nicht wie geplant seine älteste Tochter Eva, sondern sein Schwiegersohn Chris sein Nachfolger im Familienunternehmen werden soll. Die anderen Kinder sollen nun eine Verzichtserklärung unterschreiben. Während Sohn Felix die Unterzeichnung verweigert, versucht Chris zu vermitteln. Emily und Chris steigen auf dem Weg in die Flitterwochen in einen Nachtzug nach Frankreich. |                     |                     |           |             |
| 3 | Das Verschwinden    | 4. Jan. 2024        | 3,74 Mio. | 13,3 %      |
| Richard und Felix holen die verstörte Emily in Belgien ab. Richard geht erneut von einer Entführung aus, aber anstatt die Polizei zu rufen, wendet er sich an seinen langjährigen Sicherheitsberater Hanno. Felix setzt sich mit seiner Jugendliebe Corinna auseinander, die ihn mit unangenehmen Fragen zu ihrer Vergangenheit konfrontiert. Barbara ist mit der traumatisierten Emily überfordert.                                          |                     |                     |           |             |
| 4 | Die Suche           | 4. Jan. 2024        | 3,4 Mio.  | 12,1 %      |
| Emily findet Ungereimtheiten in der Vergangenheit ihres Mannes heraus, von denen sie nichts ahnte. Eva stößt im Familienunternehmen auf Machenschaften, die Richard und Chris in Bedrängnis bringen könnten. Eva ist nach einem Streit mit ihrer Ehefrau Bahar völlig aufgelöst. |                     |                     |           |             |
| 5 | Wenn es dunkel wird | 4. Jan. 2024        | 1,96 Mio. | 9,3 %       |
| Mittlerweile wird das Anwesen von Familie Schwarz belagert. Barbara schützt ihre Familie vor den Fotografen, ist zugleich aber tief erschüttert, nachdem sie von Emilys Doppelleben erfährt. Richard bietet Eva nun doch an, seine Nachfolge anzutreten. Felix konfrontiert seinen Vater Richard in der Firma vor allen Mitarbeitern. Die Situation scheint außer Kontrolle zu geraten.                                                       |                     |                     |           |             |
| 6 | Bis auf den Grund   | 4. Jan. 2024        | 1,94 Mio. | 12,2 %      |
| Emily schafft es, sich aus einer traumatischen Situation zu befreien. Barbara und Richard sind in großer Sorge. Eva und Felix bringen ihre Schwester Leo ins Krankenhaus. Es kommt zu einer Aussprache, bei der Geheimnisse aufgedeckt werden, und einem Neuanfang mit überraschenden Folgen für einige Familienmitglieder. |                     |                     |           |             |

## Rezeption
Für die Süddeutsche Zeitung schreibt Carolin Gasteiger, dass in Haus aus Glas eine kaputte Familie versuche, Normalität zu leben, was aber, zum Glück für den Zuschauer, schief gehe. Esther Bernstorff, Annika Tempelmann, Annette Simon und Stefanie Misrahi hätten es als Drehbuchautorinnen geschafft, beste Unterhaltung zu zeigen. Die Serie klinge nach Thriller, sei aber vielmehr eine Art Kammerspiel. Weiter heißt es, dass man sich dank der sehr feinen Figurenzeichnung und der tollen Schauspieler später oder früher mit jedem der sechs Protagonisten identifizieren könne. Regisseur Gsponer habe es geschafft, die Handlung nie langweilig werden zu lassen, obwohl sie nur an wenigen Schauplätzen spiele.
Marcus Kirzynowski meint hingegen bei fernsehserien.de, dass die Miniserie nur teilweise überzeugen könne. Interessanter als jede einzelne Figurengeschichte sei die Psychologie zwischen den Geschwistern. Hier würden den Autorinnen um Esther Bernstorff vor allem am Ende einige schöne Szenen gelingen. In ihrer Dysfunktionalität erinnere der Schwarz-Clan manchmal schon an die typischen Familien aus HBO-Serien, würde dabei aber weder die inhaltliche Relevanz noch die inszenatorische Brillanz wie etwa von Six Feet Under oder Succession erreichen.
Jan Freitag schreibt beim RND Redaktionsnetzwerk Deutschland, dass ARTE und ARD mit der Serie „Haus aus Glas“ eine traumatisierte Unternehmerfamilie zeigen, die sich im Designpalast trifft, um ihren Nachlass zu regeln. Dabei würde eine sorgsame Inszenierung auf ein herausragendes Drehbuch mit einem mutigen Cast treffen.

## Produktion und Ausstrahlung
Die Serie wurde unter dem Arbeitstitel Im Zeichen des Wassermanns von ARD und ARTE entwickelt. Die Idee und die Drehbuchvorlage stammen von Esther Bernstorff in Zusammenarbeit mit Annika Tempelmann und Annette Simon. Die Regie führte Alain Gsponer. Als Produzenten agieren Kerstin Schmidbauer, Constanze Guttmann, Oscar Lauterbach und Melanie Gardisch. Executive Producer ist Oliver Berben. An der Koproduktion sind der WDR, die ARD Degeto sowie der BR für die ARD beteiligt. Produktionsfirmen sind die Constantin Television und Belga Productions.

„Ich bin ... der Überzeugung, dass die Rollen, die wir als Kinder innerhalb unserer Familien annehmen – Rebellin, Tröster, Lastenträgerin, Lichtbringer – der zentrale Motor sind für unser späteres Handeln. In der Zuteilung der Rollen kann eine ungeheure Brutalität liegen ...“

Gedreht wurde von Mitte Juni 2022 bis Mitte Oktober 2022 in Aachen und Umgebung in Nordrhein-Westfalen, aber überwiegend in den belgischen Regionen Wallonie und Flandern. Wie unter anderem in Eupen, Brüssel und Lüttich. Beispielsweise diente eine Villa in der Nähe von Waterloo als Drehort für das Anwesen der Familie Schwarz. In Deutschland wurden weitere Szenen am Flughafen Köln/Bonn und am Aachener Bahnhof gedreht.
Die Uraufführung der Miniserie fand am 20. Oktober 2023 beim Film Festival Cologne statt.
Am 28. Dezember 2023 wurden alle sechs Folgen auf arte.tv veröffentlicht und am 29. Dezember 2023 in der ARD-Mediathek. Die lineare Erstausstrahlung war zuerst am 4. Januar 2024 auf ARTE. Am 9. und 10. Januar 2024 um 20:15 Uhr sowie am 12. Januar 2024 um 22:20 Uhr folgte die Premiere in der ARD in Doppelfolgen.